# Sendlinger Tor
Sendlinger Tor er en byport i den sydlige del af den gamle bydel i München. Den var en del af byen forsvar, og er den ene af de tre bevarede middelalderlige gotiske byporte, hvoraf de to andre er Isartor og Karlstor.
Som en del af Ludvig 4.'s byudvidelse (levede 1282-1347) blev der opført en ny bymur og fire byporte, hvoraf Sendligner Tor var den ene. Sendlinger Tor bliver nævnt første gang i 1318 som startsted for vejen til Italien, men den har sandsynligvis eksisteret tidligere. Oprindeligt var der kun porten i midten, der var typisk for byens porte på opførselstidspunktet. I 1420 blev der tilføjet to tårne på hver side af porten.
I 1808 blev det centrale tårn revet ned. I 1860 blev der foretaget en restaurering af de to tilbageværende middelalderlige tårne, muren og buerne. I 1906 blev der tre oprindelige buer erstattet af en enkelt og større buer, der står endnu.
Under anden verdenskrig led porten meget lidt skade. Den blev restaureret i 1980'erne. En del af den ellers nedrevede bymur kan stadig ses ved Sendlinger Tor, hvor den gik via Herzog-Wilhelm-Str.